# 崔模 (槐里县伯)
崔模（？—？），字叔轨，博陵郡安平县（今河北省衡水市安平县）人，出自博陵崔氏的博陵第二房，北魏官员。

## 生平
崔模身高八尺，腰围也是八尺，过继给叔父做嗣子，高雅有志向度量。崔模以奉朝请为起家官，历任太尉祭酒、尚书金部郎中、太尉主簿，转任太尉中郎，升任太子家令，因为公事被免官。神龟年间，诏令恢复崔模的年资，崔模出任冠军将军、中散大夫，外任鲁阳郡太守。正光二年（521年），沔水南部的蛮族首领以及襄阳有民望的人送密信招引荆州刺史、淮南王元遵，请求献出襄阳归附北魏。元遵上表请求去接应，朝廷商议后听从了他的建议，派遣洛州刺史伊瓫生和崔模为别将，率领步兵骑兵两万人接受元遵调度。北魏军队行进到汉江，崔模等人都怀疑而不渡河。元遵发怒，用兵器指着他们，崔模才过河。元遵的内应因为谋划泄露，被南梁雍州刺史所杀，南梁修筑城门加固守备。崔模焚烧襄阳城郭，烧死了数万人。这天晚上遇到大风雨雪，崔模等人撤军，士兵冻死了十分之二到十分之三。元遵以及伊瓫生、崔模都获罪免官。等到萧宝寅征讨关陇地区，引荐崔模为西征别将，崔模屡立战功，出任持节、光禄大夫、都督别道诸军事，加号安东将军。万俟丑奴派遣部将郝虎南侵，崔模攻破敌营，生擒郝虎，以功封槐里县开国伯，食邑五百户。当时北魏将领失败战死者很多，崔模屡挫敌势谨慎稳重，号称名将，后署理征东将军、代理岐州刺史。没多久，崔模作战深入敌方，在战场战死。朝廷赠予抚军将军、相州刺史。永熙年间，追记崔模之前的功勋，又赠予都督定相冀三州诸军事、骠骑大将军、仪同三司、相州刺史。

## 家族

### 祖父母
- 崔经，北魏征虏将军、兖州刺史、襄城侯[5]
- 河间邢氏，北魏河间郡太守邢邃之女[5]

### 父母
- 崔辩，北魏武邑郡太守、平东将军、定州刺史、饶阳恭侯[5]
- 赵郡李氏，北魏定州刺史、平棘献子李祥之女[5]

### 兄弟姐妹
- 崔宾媛，嫁北魏南赵郡太守李叔胤[5]
- 崔逸，北魏廷尉卿领国子博士[5]
- 崔楷，北魏后将军、殷州刺史[5]
- 崔兰宾，嫁北魏高阳王咨议参军范阳卢洪[5]
- 崔叔兰，嫁北魏尚书、车骑大将军、瀛洲刺史河间邢峦[5]
- 崔芷兰，嫁北魏武卫将军、给事黄门侍郎、赵郡内史李冯[5]

### 夫人
- 荥阳郑氏[5]
- 范阳卢氏[5]
- 渤海高氏，魏宣武帝皇后高英之姐[5]

### 儿子
- 崔士护